# Bisaccia
Bisaccia  är en stad och kommun i provinsen Avellino, i regionen Kampanien i södra Italien. Kommunen hade 3 815 invånare (2017) och gränsar till kommunerna Andretta, Aquilonia, Calitri, Guardia Lombardi, Lacedonia, Scampitella samt Vallata.
Staden ligger i ett bistert klimat på en höjd av 860  m ö.h. Den plats där Bisaccia nu ligger har varit bebyggd sedan bronsåldern. På kullen där gamla kyrkogården i Bisaccia ligger har man återfunnit spår av hyddor från cirka 1400 f.Kr. På 800-talet f.Kr. skapades byarna Cairano och Bisaccia av Oliveto-Cairano-kulturen. På bronsåldern ersattes invånarna i Lacedonia och Bisaccia av nya invånare. Från den här perioden finns spår av en nekropolis.
Samniterna byggde staden Romulea på den plats där Bisaccia idag ligger. Samniterna hade samlat sina rikedomar i Romulea och romarna attackerade och rånade staden 293 f.Kr.. Hirpinerna (en samnitisk stam) ville bli oberoende av Rom och revolterade flera gånger mot dem, bland annat under andra puniska kriget och pyrriska kriget. Efter nederlaget efter slaget vid Capua straffades hirpinerna, och däribland Romulea 209 f.Kr.
För att trygga sin närvaro i staden byggde romarna en arx (citadell), ur vilket staden fick sitt moderna namn (Bis arx). Sedan är det tyst kring staden fram till den longobardiska invasionen. Longobarderna erövrade Hirpinien, inklusive Bisaccia, 591 och Bistacca kom att bli en del av den lombardiska administrativa delen Conza. Longobaderna styrde Bisaccia fram tills normanderna, under Robert Guiscard, mellan 1076 - 1079 erövrade hela lombardernas Conza-område. Under den normandiska perioden var Bisaccia en förläning. Som en följd av äktenskapet mellan normandernas drottning Constance av Sicilien och den tysk-romerske kejsaren Henrik VI blev hela Kungariket Sicilien del av det Tysk-romerska riket.
Bisaccia var också inblandad i turerna kring Manfred av Sicilien, och en konsekvens av detta var att påven åter gjorde Bisaccia till en förläning. Under medeltiden var Bisaccia biskopssäte under fyra sekel. Från fjorton-femtonhundratal fram till 1861 var Bisaccia del av först Kungariket Neapel, sedan Bägge Sicilierna.
Bisaccia var inte direkt drabbad av jordbävningen 1980, men fick ta del av återuppbyggnadspengar. Pengarna användes bland annat till att bygga en ny del av staden, där flerparten av invånarna nu bor. Den gamla delen av staden har avfolkats mycket på grund av emigration (framförallt till andra europeiska länder) och migration (inom Italien, exempelvis Turin.)